# Сукин, Александр Яковлевич
Александр Яковлевич Суки́н (1764—1837) — генерал от инфантерии, комендант Петропавловской крепости, член Государственного совета Российской империи.

## Биография
Родился 17 (28) ноября 1764 года; происходил из дворян Новгородской губернии, был сыном действительного статского советника Якова Ивановича Сукина (1710—1778) от брака с Ириной Фёдоровной, урождённой Нееловой (1728—1778).
Получив домашнее образование, 6 августа 1773 года он был зачислен в лейб-гвардии Измайловский полк капралом; в действительную службу вступил 1 января 1788 года прапорщиком. Произведённый 1 января следующего года в подпоручики, 1 января 1790 года занял должность полкового адъютанта и принял участие в завершающих операциях русско-шведской войны.
Продолжая службу в Измайловском полку, он последовательно получил чины капитан-поручика (1 января 1794 г.), капитана (18 декабря 1796 г.), полковника (27 сентября 1798 г.) и 28 сентября 1799 г. был произведён в генерал-майоры с переводом на должность командира батальона в лейб-гвардии Преображенский полк, в котором, однако, находился недолго, поскольку 3 апреля 1800 года был назначен Одесским комендантом и шефом Ладожского мушкетёрского полка. Следующим назначением Сукина был Елецкий мушкетёрский полк, который был дан ему в шефство 31 марта 1804 года (или 30 января).
В 1805—1806 гг. Сукин принимал участие в войне против французов и находился в походе в Силезии; с 5 февраля 1806 года — командир бригады 2-й дивизии. В кампании 1806—1807 гг. принимал участие в сражении при Пултуске. В кампании следующего года участвовал в сражениях при Чарново и Прейсиш-Эйлау, в последнем был ранен пулей в левую икру и до апреля находился в Кёнигсберге на лечении, за отличие награждён орденами Св. Владимира 3-й степени (8 апреля 1807 г.) и Св. Анны 1-й степени (26 апреля того же года). Вернувшись в мае в действующую армию, Сукин был в сражениях при деревнях Шарник и Лингенау, в которых временно командовал 2-й дивизией (с 5 ноября 1807 г.), а также при Гейльсберге. В сражении при Фридланде во главе Елецкого мушкетёрского полка он был тяжело ранен, причём ему ядром оторвало ногу ниже правого колена. За отличие он был 20 мая 1808 года награждён орденом Св. Георгия 3-й степени (№ 181 по кавалерским спискам)
В воздаяние отличного мужества и храбрости, оказанных в сражении против французских войск 2 июня при Фридланде, где явил опыты примерной твёрдости и неустрашимости, причём оторвана была ядром нога.
Кроме того, 1 декабря 1807 года он получил золотую шпагу с алмазами и надписью «За храбрость».
По окончании военных действий Сукин долгое время находился на излечении, по возвращении к службе он был 12 декабря 1807 года произведён в генерал-лейтенанты. Однако раны мешали ему занимать строевую должность и он оставался не у дел, занимая лишь пост полкового шефа Елецкого полка.
17 марта 1812 года А. Я. Сукин был назначен членом совета Военного министерства, а с началом вторжения Наполеона в Россию он вошёл в состав Устроительного комитета по организации народного ополчения.

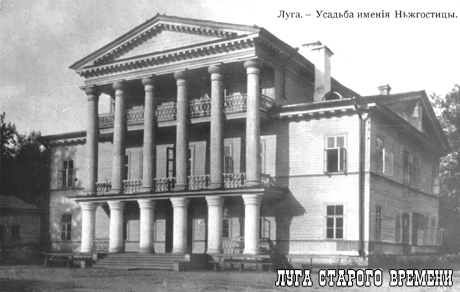
Усадебный дом генерала Сукина в Нежгостицах Лужского уезда

18 февраля 1814 года был назначен на должность коменданта Санкт-Петербургской крепости и, оставаясь в этой должности, 18 февраля 1816 года был назначен сенатором, с марта заседал во 2-м отделении 3-го департамента Сената.
С 30 августа 1823 года — член Государственного совета, где заседал в Департаменте военных дел, причём с 30 апреля 1826 по 26 августа 1827 года председательствовал в нём.
12 декабря 1823 года был произведён в генералы от инфантерии, 15 декабря 1825 года пожалован в генерал-адъютанты. С 1 июня 1826 года Сукин вошёл в состав членов Верховного уголовного суда по делу декабристов; 22 сентября 1827 года стал председателем Комитета о раненых; 11 июня 1832 года избран членом Военного совета, в котором был председателем комиссии о беспорядках и злоупотреблениях в бывшем комиссариатском управлении.
За труды по Военному совету и Комитету о раненых Сукин 8 ноября 1832 года получил орден Св. Владимира 1-й степени.
Скончался в Санкт-Петербурге 1 (13) июня 1837 года; похоронен на Комендантском кладбище Петропавловской крепости. Не имея сыновей, передал любимое имение Нежгостицы зятю — сенатору Семёну Филипповичу Маврину.
Среди прочих наград имел ордена Св. Анны 3-й степени (3 сентября 1798 г.), Св. Анны 2-й степени (18 августа 1799 г., алмазные знаки к этому ордену пожалованы 11 сентября 1803 г.), Св. Владимира 2-й степени (30 августа 1821 г.), Св. Александра Невского (22 августа 1826 г., алмазные знаки к этому ордену пожалованы 1 июля 1830 г.), Св. Андрея Первозванного и Белого орла (оба — 6 декабря 1835 г.).